# Ларга-Ноуа
Ла́рга-Но́уа (Нова Ларга, рум. Larga Nouă) — село в Кагульському районі Молдови, є центром комуни, до якої також відноситься село Ларга-Веке.